# 青春ふぁいたーず
『青春ふぁいたーず』（せいしゅんふぁいたーず）は、2014年6月1日から2017年まで放送された北海道放送のミニ番組ならびに北海道日本ハムファイターズ情報番組「Bravo!ファイターズ」、夕方情報番組「今日ドキッ!」で放送されたコーナー企画。

## 概要
北海道日本ハムファイターズの主に若手選手をピックアップし、「野球にかける青春」をテーマに野球を始めたきっかけや学生時代のエピソードなどを紹介し選手の素顔に迫る番組。2015年4月4日からは「Bravo!ファイターズ」や、「今日ドキッ!」内の「Bravo!ファイターズ」コーナーの企画の一つとして不定期に放送され、ファイターズ鎌ケ谷スタジアムでの二軍選手への直撃取材も行われた。

## 放送時間
単独番組時代
- 日曜24:50 - 24:58(月曜0:50 - 0:58)

また、今日ドキッ!「Bravo!ファイターズ」コーナーや、HBCローカルの野球中継で早く試合終了した際の穴埋めとしても不定期に放送された。

## 出演者
レポーター
- 岩本勉（コーナー時代、鎌ケ谷ロケ回を担当）

ナレーション
- 大栗麻未
- 卓田和広（コーナー時代、鎌ケ谷ロケ回を担当）

## 放送リスト

### 単独番組時代
2014年
| 放送日              | 放送内容         |
| ------------------- | ---------------- |
| 6月1日・8日         | 上沢直之         |
| 6月15日・22日       | 浦野博司         |
| 6月29日・7月6日     | 石川慎吾         |
| 7月13日・20日       | 石川亮           |
| 7月27日・3日        | 近藤健介         |
| 8月10日・17日・24日 | 谷口雄也         |
| 8月31日・9月7日     | 渡邉諒           |
| 9月14日・21日       | 金平将至         |
| 10月12日・26日      | 白村明弘         |
| 11月2日・9日        | 宇佐美塁大       |
| 11月16日・23日      | 岸里亮佑         |
| 11月30日・12月7日   | 岡大海           |
| 12月21日            | 稲葉篤紀（前編） |
| 12月30日            | 年末SP           |

2015年
| 放送日          | 放送内容            |
| --------------- | ------------------- |
| 1月11日         | 稲葉篤紀（後編）    |
| 1月18日・25日   | 高梨裕稔            |
| 2月1日 - 3月1日 | キャンプSP（全5回） |
| 3月8日・15日    | 大嶋匠              |
| 3月22日         | 屋宜照悟            |
| 3月29日         | 開幕スペシャル      |

### コーナー時代
2015年
| 放送日   | 番組               | 放送内容                                |
| -------- | ------------------ | --------------------------------------- |
| 4月4日   | Bravo!ファイターズ | 岩本勉の鎌ケ谷突撃取材 河野秀数         |
| 4月11日  | Bravo!ファイターズ | 大谷翔平                                |
| 4月18日  | Bravo!ファイターズ | 鎌ケ谷スペシャル 大嶋匠・佐藤正尭       |
| 4月23日  | 今日ドキッ!        | 瀬川隼郎                                |
| 4月25日  | Bravo!ファイターズ | 鍵谷陽平                                |
| 5月1日   | 今日ドキッ!        | 屋宜照悟                                |
| 5月2日   | Bravo!ファイターズ | 瀬川隼郎                                |
| 5月9日   | Bravo!ファイターズ | 淺間大基・髙濱祐仁                      |
| 5月30日  | Bravo!ファイターズ | 鎌ケ谷スペシャル                        |
| 6月13日  | Bravo!ファイターズ | 石川慎吾                                |
| 6月17日  | 今日ドキッ!        | 有原航平                                |
| 6月20日  | Bravo!ファイターズ | 有原航平                                |
| 6月23日  | 今日ドキッ!        | 鎌ケ谷取材                              |
| 8月8日   | Bravo!ファイターズ | 岸里亮佑                                |
| 9月5日   | Bravo!ファイターズ | 鎌ケ谷編 木佐貫洋・清水優心・宇佐美塁大 |
| 10月3日  | Bravo!ファイターズ | 淺間大基                                |
| 10月14日 | 今日ドキッ!        | 淺間大基                                |
| 12月9日  | 今日ドキッ!        | 清水優心                                |
| 12月25日 | 今日ドキッ!        | 中島卓也                                |
| 12月28日 | 今日ドキッ!年末SP  | 青春ふぁいたーず～2689～                |

2016年
| 放送日   | 番組               | 放送内容                                |
| -------- | ------------------ | --------------------------------------- |
| 1月13日  | 今日ドキッ!        | 髙濱祐仁                                |
| 1月30日  | Bravo!ファイターズ | 中島卓也                                |
| 4月24日  | Bravo!ファイターズ | 鎌ケ谷取材 金平将至・岸里亮佑・淺間大基 |
| 4月28日  | 今日ドキッ!        | 井口和朋                                |
| 5月10日  | 今日ドキッ!        | 鎌ケ谷取材 岡大海                       |
| 11月20日 | Bravo!ファイターズ | 秋季キャンプ取材                        |

2017年
| 放送日   | 番組               | 放送内容             |
| -------- | ------------------ | -------------------- |
| 1月24日  | 今日ドキッ!        | 上原健太             |
| 1月25日  | 今日ドキッ!        | 加藤貴之             |
| 3月23日  | 今日ドキッ!        | 石井一成             |
| 3月26日  | Bravo!ファイターズ | 石井一成             |
| 4月14日  | Bravo!ファイターズ | 鎌ケ谷取材           |
| 4月18日  | 今日ドキッ!        | 鎌ケ谷取材・上原健太 |
| 5月31日  | 今日ドキッ!        | 鎌ケ谷取材           |
| 6月6日   | 今日ドキッ!        | 髙濱祐仁             |
| 6月23日  | 今日ドキッ!        | 鎌ケ谷取材           |
| 6月24日  | Bravo!ファイターズ | 鎌ケ谷取材           |
| 6月29日  | 今日ドキッ!        | 鎌ケ谷取材           |
| 7月3日   | 今日ドキッ!        | 鎌ケ谷取材           |
| 8月9日   | Bravo!ファイターズ | 鎌ケ谷取材           |
| 11月7日  | 今日ドキッ!        | 堀瑞輝               |
| 11月24日 | Bravo!ファイターズ | 堀瑞樹               |

## 特別番組
- 青春ふぁいたーず 年末SP（2014年12月30日 16:00 - 17:00）
  - 司会は水野善公・大栗麻未アナウンサー、出演選手は上沢直之・近藤健介・浦野博司・谷口雄也。
- 青春ふぁいたーず～2689～（2015年12月28日 16:35 - 17:30 今日ドキッ!年末SP内で放送）
  - 中島卓也の青春ドキュメンタリー、近藤健介・淺間大基のぶっちゃけリムジントークを放送。2016年3月5日13:00 - 13:55にはGAORA SPORTSでも放送。